# Turó Rodó (Sant Martí de Llémena)
El Turó Rodó és una muntanya de 848 metres que es troba al municipi de Sant Martí de Llémena, a la comarca catalana del Gironès.